# Piotr Bezuchow
Hrabia (graf) Piotr Bezuchow, także Pierre Bezuchow (ros. Пётр {Пьер} Кири́ллович Безу́хов) – postać fikcyjna, główny bohater powieści historycznej Lwa Tołstoja Wojna i pokój; jeden z nieślubnych synów hrabiego Kiryła Bezuchowa, mąż księżniczki hrabiny Heleny Wasilijewnej Kuragin-Bezuchowej, następnie mąż Nataszy (z domu Rostowej) Bezuchow.
Prototypami tej postaci byli wracający z syberyjskiego zesłania dekabryści, których koleje życia dały Tołstojowi materiał dla pierwotnej idei, którą stopniowo przekształcił w epos narodowy o wojnie ojczyźnianej 1812 roku. W trakcie pracy nad powieścią oraz w pierwotnym jej wydaniu pisarz używał wielu (innych) nazwisk dla tej postaci (kniaź Kuszijew, Arkadij Bezuchij, Piotr Iwanowicz Miedinski).

## Charakterystyka
Na początku powieści Piotr Bezuchow jest młodym, dwudziestoletnim człowiekiem, który spędził wiele lat życia za granicą, gdzie zdobywał edukację. Wraca do Rosji z zamiarem ułożenia sobie życia i zrobienia kariery. Mimo że ma potencjał, dobre chęci i dobre serce, jest niewygodny i nie potrafi odnaleźć dla siebie miejsca w tych kręgach rosyjskiego społeczeństwa, w których zaczyna się poruszać. Pomimo swojej inteligencji nie daje się całkowicie zdominować przez rozsądek, jak jego przyjaciel książę Andriej Nikołajewicz Bołkoński. Jego brak właściwego ukierunkowania powoduje, iż przystaje do grupy rozrzutnych, źle prowadzących się młodych mężczyzn, takich jak książę Anatol Kuragin i oficer Dołochow, których dowcipy i nadużywanie alkoholu prowadzą do zatargów i awantur. Po szczególnie skandalicznej eskapadzie, podczas której policjant zostaje przywiązany do grzbietu niedźwiedzia i ostatecznie wrzucony do rzeki, Piotr Bezuchow zostaje wydalony z Petersburga.
Piotr Bezuchow dziedziczy po ojcu bardzo duży spadek. Jego pozycja w społeczeństwie znacznie wzrasta – niegdyś był nieślubnym dzieckiem, a dziś jest wielkim posiadaczem ziemskim z tytułem hrabiowskim. Choć był zakochany w pięknej hrabiance Nataszy Rostowej, w wyniku intrygi księcia Wasilija Kuragina żeni się z jego córką – księżną Heleną Kuragin – kobietą piękną, zmysłową, ale zarazem rozpustną i niezachwycającą intelektem. Okazuje się, że nie kocha ona Bezuchowa, a co więcej – ma liczne romanse. Piotr wyzywa na pojedynek oficera armii carskiej Dołochowa, podejrzewając, że jest jednym z kochanków jego żony. Bezuchow wychodzi zwycięsko z tej potyczki. Jednak przejęty całym zajściem – opuszcza Helenę. Wkrótce, szukając metafizycznego zaspokojenia, wstępuje do masonerii. W 1808 roku staje na czele loży wolnomularskiej w Petersburgu. Ostatecznie dostrzega fałsz masonerii, co prowadzi do jego rozczarowania ideami masońskimi oraz postępowaniem ludzi zaangażowanych w ten ruch. Bezgranicznie zakochuje się w Nataszy Rostowej, której wyznaje swoje uczucie.
Udaje się pod Moskwę, gdzie jest naocznym obserwatorem braterskiej jedności obrońców rosyjskiej stolicy, którzy pragną pokonać Napoleona – wroga „wszystkich ludzi”. Jest świadkiem modlitwy rosyjskiego generała przed ikoną Matki Bożej Smoleńskiej. Na polach Borodino Bezuchow po raz pierwszy doświadcza uczucia jedności z innymi żołnierzami, bijąc się razem ze wspólnym wrogiem. W opustoszałej i płonącej Moskwie doświadcza wielu wojennych koszmarów; jak tylko potrafi próbuje pomagać ludziom (osłania kobietę, ratuje dziecko z ognia). Ostatecznie zostaje złapany jako „podpalacz” i przechodzi przez bardzo ciężkie momenty swojego życia, oczekując na śmierć i będąc świadkiem egzekucji więźniów. W niewoli objawia się mu nowy świat i sens życia – przede wszystkim uświadamia sobie, że jest możliwe uwięzienie jedynie ciała, a nieśmiertelna dusza człowieka pozostaje wolna. W więzieniu spotyka się z Platonem Karatajewem - chłopem i – podobnie jak Bezuchow – jeńcem wojennym. Rozmowa z nim uświadamia mu cechy narodu rosyjskiego: miłość do życia, świadomość siebie jako części całego świata. Po spotkaniu z Karatajewem, które stanowi punkt zwrotny w życiu Bezuchowa, hrabia, który wcześniej „nie widział wieczności i nieskończoności w niczym” nauczył się „dostrzegać wieczność i nieskończoność we wszystkim. I tą wiecznością i nieskończonością był Bóg.”
Po zakończeniu wojny i śmierci Heleny, Piotr Bezuchow po raz kolejny spotyka się z Nataszą Rostową, aby ostatecznie ją poślubić. W epilogu Tołstoj ukazuje go jako szczęśliwego, troszczącego się o swoją rodzinę człowieka, z wzajemnością darzącego miłością swoją żonę – człowieka, który odnalazł swoje miejsce i cel w życiu.